# Dichiarazione di indipendenza del Kosovo del 2008
La dichiarazione d'indipendenza del Kosovo del 2008 è stata adottata il 17 febbraio 2008 dall'Assemblea del Kosovo. Alla riunione, cui hanno partecipato 109 dei 120 membri totali,  l'assemblea ha dichiarato all'unanimità l'indipendenza per via unilaterale del Kosovo dalla Serbia, mentre tutti gli 11 rappresentanti della minoranza serba hanno abbandonato la votazione lasciando l'assemblea. Fu la seconda dichiarazione di indipendenza delle istituzioni politiche di maggioranza albanese del Kosovo, il primo fu proclamato il 7 settembre 1990.
La legalità della dichiarazione è stata contestata. La Serbia ha cercato di convalidare e sostenere a livello internazionale la sua posizione secondo cui la dichiarazione era illegale, in quanto viola la costituzione serba all'articolo 8, e nell'ottobre 2008 ha richiesto un parere consultivo della Corte internazionale di giustizia la quale ha stabilito che la dichiarazione non violava il diritto internazionale.
A seguito della decisione della Corte Internazionale di Giustizia, una risoluzione congiunta Serbia-UE è stata approvata dall'Assemblea generale delle Nazioni Unite che chiedeva l'avvio di un dialogo diplomatico tra Kosovo e Serbia per "promuovere la cooperazione, realizzare progressi nel cammino verso l'Unione europea e migliorare la vita dei cittadini ". Il dialogo è sfociato nell'accordo di Bruxelles del 2013 tra Serbia e Kosovo che ha abolito tutte le istituzioni della Repubblica di Serbia in Kosovo.
Ad oggi Dejan Pavićević è il rappresentante ufficiale della Serbia in Kosovo e Valdet Sadiku il rappresentante ufficiale del Kosovo in Serbia.

## Antefatti

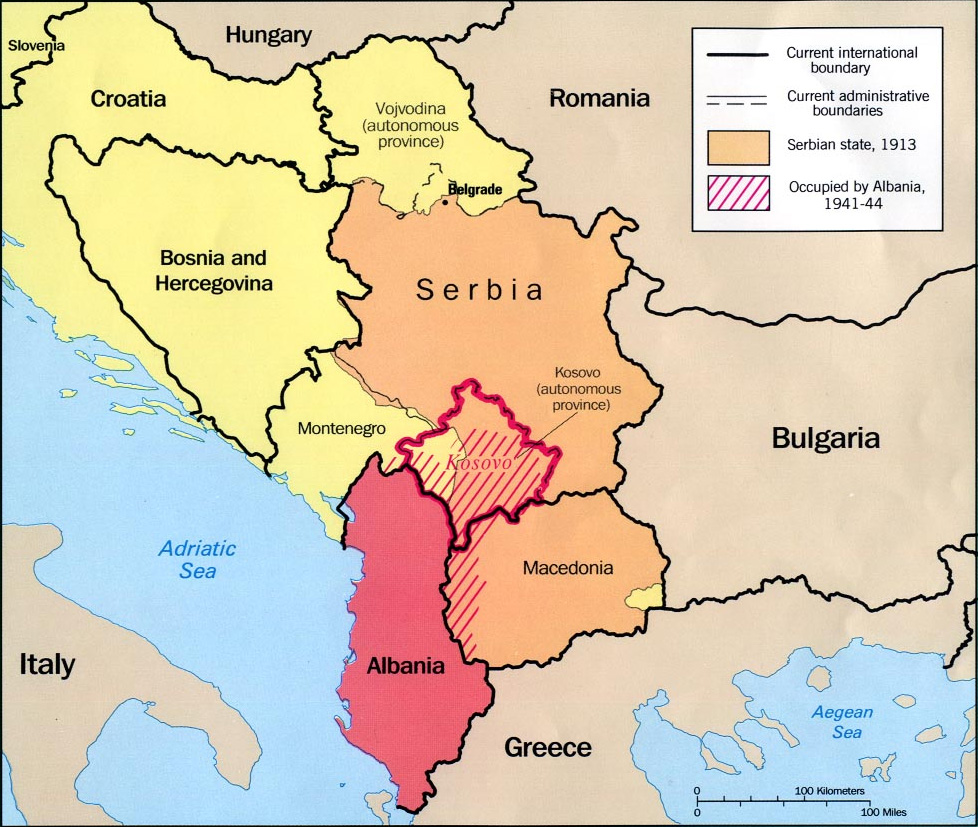
Il Kosovo dal 1913 al 1992 (fonte: CIA)

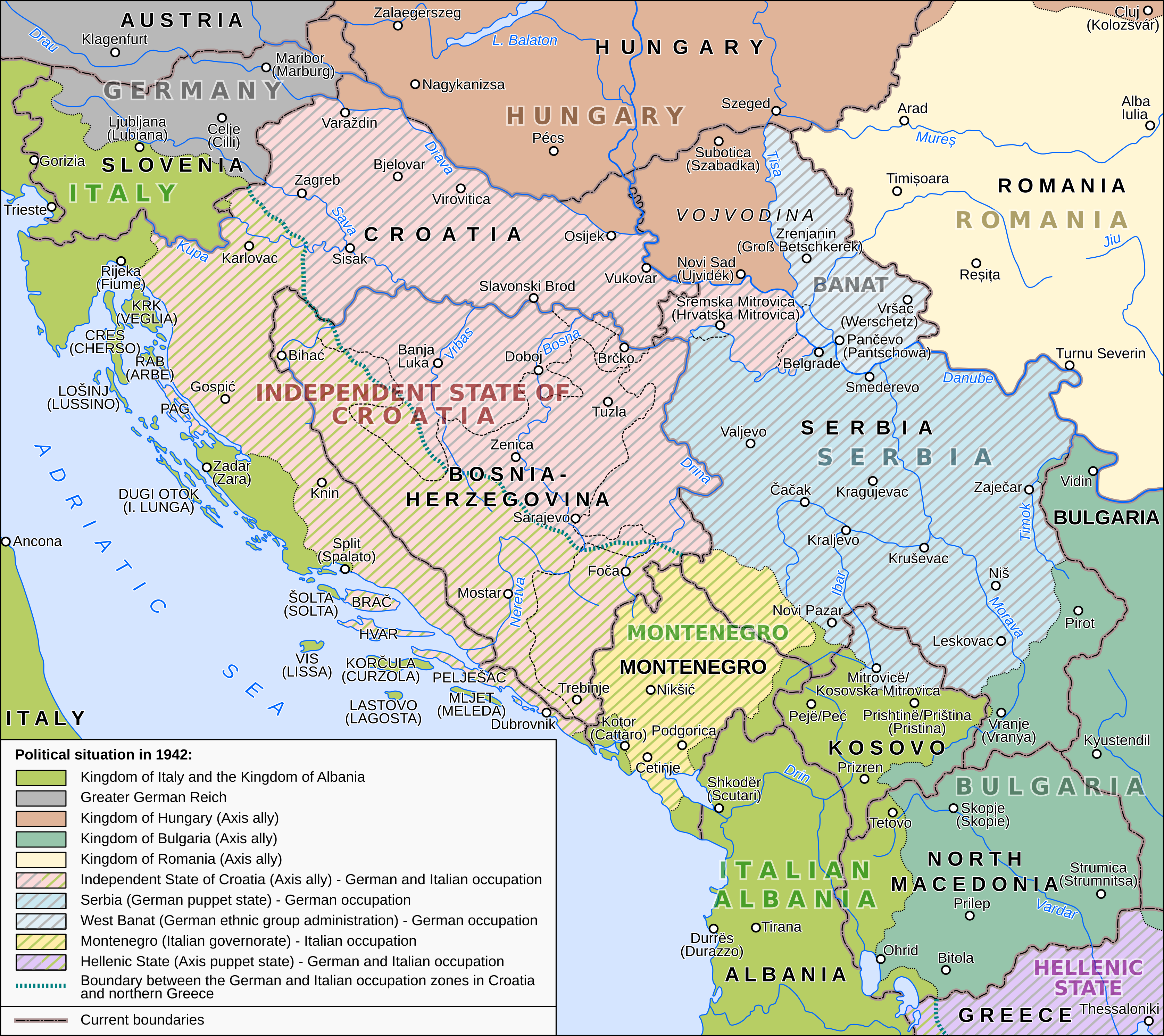
La regione dei Balcani occidentali nel 1942 (quando la maggior parte del Cossovo era stato annesso all'Albania italiana) confrontata con i confini del 2008

Nel 1941, durante la seconda guerra mondiale, le potenze dell'Asse invasero e si spartirono la Jugoslavia; l'Albania italiana acquisì il territorio più occidentale della Banovina del Vardar (la Metochia nel Kosovo e il Dibrano, nelle attuali regioni macedoni del Polog e Sudoccidentale), mentre, a spese del Montenegro, estese le sue frontiere anche a nord (Rožaje, Plav e Dulcigno).
Nel Kosovo, l'istruzione in lingua albanese, non ammessa nel periodo del governo jugoslavo, divenne ufficiale e fu resa possibile grazie alle iniziative del Ministro dell'Educazione nel governo fantoccio di Mustafa Kruja. L'istruzione in lingua albanese nel Kosovo, peraltro, è proseguita durante la Federazione Jugoslava sino ai nostri giorni, quando si è realizzata l'indipendenza del Kosovo.
Tuttavia, tutte le modifiche territoriali operate dalle potenze dell'Asse nel 1941, sul territorio degli ex-regni di Jugoslavia e di Albania, furono considerate nulle al momento della stipulazione dei Trattati di Parigi (1947), che furono sottoscritti dalla Repubblica Socialista Federale di Jugoslavia e dalla Repubblica Popolare di Albania, in qualità di Stati successori dei due regni, ammettendo implicitamente la sopravvivenza di questi ultimi, sotto il profilo del diritto internazionale, anche durante il periodo dell'occupazione italo-tedesca.
La Provincia del Kosovo e Metochia si è formata nel 1945 all'interno della Jugoslavia socialista, come regione autonoma nella Repubblica popolare di Serbia. Inizialmente era un'entità rappresentativa anche se con il tempo ha goduto di un incremento progressivo della sua autonomia. Nel 1968 divenne la Provincia autonoma socialista del Kosovo e nel 1974 la nuova costituzione permise alla provincia di funzionare, a tutti i livelli amministrativi, in modo indipendente all'interno della Jugoslavia. L'aumento delle tensioni etniche in tutta la Jugoslavia alla fine degli anni '80 portarono ad un accentramento dei poteri e a una netta riduzione dei privilegi concessi all'assemblea kosovara. In risposta, l'Assemblea del Kosovo ha votato il 2 luglio 1990 per dichiarare il Kosovo uno stato indipendente, ricevendo il solo riconoscimento internazionale da parte dell'Albania e rimanendo de facto un'entità facente parte della Jugoslavia.
Nel 1996, l'Esercito di liberazione del Kosovo (KLA) ha iniziato ad attaccare le forze di sicurezza federali. Il conflitto si intensificò verso la fine del 1998 portando il Kosovo sull'orlo di una guerra totale con la Jugoslavia. Nel gennaio 1999, la NATO avvertì che sarebbe intervenuta militarmente contro la Jugoslavia se non avesse accettato l'introduzione di una forza internazionale di mantenimento della pace e l'istituzione di governo locale in Kosovo.I successivi colloqui di pace fallirono e, dal 24 marzo all'11 giugno 1999, la NATO portò avanti una vasta campagna di bombardamenti contro la Jugoslavia, inclusi obiettivi nel Kosovo stesso. La guerra si concluse con l'accettazione, da parte di Milošević, del mantenimento della pace in Kosovo e il ritiro di tutte le forze in modo da trasferire la governance alle Nazioni Unite.
Il 17 marzo 2004, gravi disordini in Kosovo hanno portato a 19 morti e alla distruzione di trentacinque chiese e monasteri serbo-ortodossi nella provincia, mentre gli albanesi hanno iniziato i pogrom contro i serbi. Diverse migliaia di serbi del Kosovo hanno lasciato le loro case per cercare rifugio in Serbia o nel nord del Kosovo caratterizzato da maggioranza serba. Nel 2006 sono iniziati i negoziati internazionali per determinare lo status definitivo del Kosovo, come previsto dalla risoluzione 1244 del Consiglio di sicurezza delle Nazioni Unite che poneva fine al conflitto in Kosovo del 1999. La sovranità della Serbia sul Kosovo è stata riconosciuta a livello internazionale.

### Situazione politica
Dopo la fine della guerra in Kosovo nel 1999, il Consiglio di sicurezza delle Nazioni Unite ha adottato la risoluzione 1244 per fornire un quadro per lo status provvisorio del Kosovo. Ha collocato il Kosovo sotto l'amministrazione transitoria dell'ONU, ha chiesto il ritiro delle forze di sicurezza serbe dal Kosovo e ha previsto un eventuale processo politico facilitato dalle Nazioni Unite per risolvere lo status del Kosovo.
Nel febbraio 2007, Martti Ahtisaari ha consegnato una bozza di proposta di risoluzione dello status ai leader di Belgrado e Pristina che proponeva l'avvio di un processo di indipendenza incrementale per la provincia. Nonostante all'inizio di luglio 2007 una bozza di risoluzione, sostenuta dagli Stati Uniti e dai membri dell'Unione Europea, fosse stata presentata al Consiglio di sicurezza delle Nazioni Unite, la Russia, che detiene il veto come uno dei cinque membri permanenti, ha dichiarato che non avrebbe appoggiato alcuna risoluzione che non fosse stata definita accettabile sia dalla Serbia che dagli albanesi del Kosovo. I colloqui si interruppero alla fine del 2007.
All'inizio del 2008, i media serbi hanno iniziato a riferire che gli albanesi del Kosovo erano determinati a proclamare l'indipendenza. Ciò avvenne in un momento storico preciso: incombeva il decennale della guerra in Kosovo e la fine del mandato del presidente degli Stati Uniti George W. Bush. Inoltre due nazioni che si erano precedentemente separate dalla Jugoslavia erano in posizioni politiche importanti (la Slovenia presiedeva l'UE e la Croazia un membro eletto del Consiglio di sicurezza delle Nazioni Unite).
Di fronte a nessun progresso sui negoziati, i kosovari decisero quindi di proclamare unilateralmente la Repubblica del Kosovo il 17 febbraio 2008. A metà aprile del 2008 venne adottata la nuova costituzione che entrerà in vigore ufficialmente il 15 giugno 2008.
La dichiarazione di indipendenza del Kosovo del 2008 ha suscitato reazioni miste a livello internazionale e una polarizzata a livello nazionale.

## Dichiarazione d'indipendenza e termini
Noi, i leader democraticamente eletti del nostro popolo, dichiariamo il Kosovo uno stato indipendente e sovrano: questa dichiarazione riflette la volontà del nostro popolo ed è in piena conformità con le raccomandazioni dell'inviato speciale delle Nazioni Unite Martti Ahtisaari e la sua proposta di riconoscimento globale per il Kosovo. Dichiariamo quindi il Kosovo una repubblica democratica, laica e multietnica, guidata dai principi di non discriminazione e di eguale protezione sotto la legge.
La dichiarazione di indipendenza unilaterale è stata fatta dai membri dell'Assemblea del Kosovo e dal Presidente della riunione del Kosovo a Pristina, la capitale del Kosovo, il 17 febbraio 2008. È stata approvata da un quorum unanime, con 109 membri. Gli undici deputati rappresentanti la minoranza nazionale serba hanno boicottato il procedimento abbandonando l'aula. Tutti gli altri nove rappresentanti delle minoranze etniche facevano invece parte del quorum. I termini della dichiarazione affermano che l'indipendenza del Kosovo è basata sui principi delineati dal piano di Ahtisaari. Vieta al Kosovo di unirsi a qualsiasi altro paese, prevede solo una limitata capacità militare, afferma inoltre che il Kosovo sarà sotto la supervisione internazionale e prevede la protezione delle minoranze etniche. La versione originale del testo della dichiarazione firmata quel giorno è in lingua albanese.

## Reazione della Repubblica di Serbia
Il 18 febbraio 2008 l'Assemblea nazionale della Repubblica di Serbia ha definito la dichiarazione di indipendenza del Kosovo nulla dopo che la Corte costituzionale serba ritenne l'atto illegale sostenendo che fosse in contrasto con la Carta delle Nazioni Unite, la Costituzione della Serbia, l'Atto finale di Helsinki, la risoluzione 1244 del Consiglio di sicurezza delle Nazioni Unite e la Commissione Badinter.
La reazione ufficiale del Governo della Serbia includeva l'istituzione di un piano d'azione che prevedeva di richiamare gli ambasciatori serbi per qualsiasi Stato riconoscente il Kosovo, l'emissione di mandati di arresto per i leader del Kosovo per alto tradimento e lo scioglimento del governo del Kosovo, con nuove elezioni programmate per l'11 maggio 2008. La proposta venne però venne successivamente messa in secondo piano dal governo stesso per evitare ulteriori violenze, il quale decise di contestare la questione presso la Corte internazionale di giustizia e di cercare sostegno all'Assemblea generale delle Nazioni Unite nel settembre 2008.
A seguito della dichiarazione di indipendenza del Kosovo si susseguirono, a partire dal 21 febbraio, grandi manifestazioni da parte dei serbi a Belgrado caratterizzate da attacchi alle ambasciate degli Stati Uniti e Croazia.

## Reazioni internazionali
A differenza della dichiarazione di indipendenza del Kosovo del 1990, che solo l'Albania ha riconosciuto, la seconda dichiarazione di indipendenza del Kosovo è stata riconosciuta da 111 stati membri delle Nazioni Unite e dalla Repubblica di Cina (Taiwan). Tuttavia, molti stati hanno anche manifestato la loro opposizione alla dichiarazione di indipendenza del Kosovo, in particolare Cina e Russia. La Serbia ha annunciato prima della dichiarazione che avrebbe ritirato il suo ambasciatore da qualsiasi stato che riconoscesse il Kosovo indipendente tuttavia mantenne le ambasciate in molti paesi che riconobbero il Kosovo, tra cui Albania, Canada, Croazia, Francia, Germania, Ungheria, Italia, Giappone, Paesi Bassi, Norvegia, Corea del Sud, Turchia, Emirati Arabi, Regno Unito e Stati Uniti

### Unione Europea
Il 18 febbraio 2008 la presidenza dell'UE ha annunciato, dopo una giornata di intensi colloqui tra i ministri degli esteri, che i paesi membri erano liberi di decidere individualmente se riconoscere l'indipendenza del Kosovo. La maggior parte degli stati membri dell'UE ha riconosciuto il Kosovo, ma Cipro, Grecia, Romania, Slovacchia e Spagna no. Alcuni analisti internazionali hanno visto nella scelta della Spagna un tentativo di non creare un precedente per i percorsi di indipendenza dei Paesi Baschi e della Catalogna.
Poco prima della dichiarazione di indipendenza del Kosovo, l'Unione europea ha approvato il dispiegamento di una missione non militare di 2.000 membri, "EULEX", per sviluppare ulteriormente il settore della polizia e tutelare la giustizia in Kosovo. Tutti i ventisette membri dell'UE hanno approvato il mandato EULEX, compresa la minoranza di paesi dell'UE che non hanno ancora riconosciuto l'indipendenza del Kosovo. La Serbia ha affermato che si tratta di un'occupazione e che la mossa dell'UE è illegale.

### Stati Uniti
Il presidente degli Stati Uniti George W. Bush ha accolto con favore la dichiarazione di indipendenza, riconoscendo il nuovo stato e proclamando in parallelo il suo sentimento di amicizia per la Serbia, affermando: "Abbiamo fortemente appoggiato il piano di Ahtisaari  [che implica l'indipendenza del Kosovo]. Siamo rincuorati dal fatto che il governo del Kosovo ha chiaramente proclamato la sua volontà di autodeterminazione e il suo desiderio di sostenere i diritti serbi che vivono in Kosovo".

### Russia
La Russia ha reagito condannando l'atto di dichiarazione unilaterale affermando di "aspettarsi che la missione dell'ONU e le forze a guida NATO in Kosovo prendano provvedimenti immediati per portare a termine il loro mandato [...] compreso l'annullamento delle decisioni degli organi di autogoverno di Pristina e l'assunzione di misure amministrative contro di loro ".

### Altri
Il Ministro degli Esteri di Taiwan (non membro delle Nazioni Unite) ha dichiarato: "Ci congratuliamo con il popolo del Kosovo per la sua indipendenza e speriamo che godano i frutti della democrazia e della libertà. [...] Democrazia e autodeterminazione sono i diritti approvati dalle Nazioni Unite La Repubblica di Cina sostiene sempre i paesi sovrani che cercano democrazia, sovranità e indipendenza attraverso mezzi pacifici." Il rivale politico di Taiwan, la Repubblica popolare cinese, ha risposto rapidamente, affermando che" Taiwan, in quanto parte della Cina, non ha alcun diritto e qualifica per il riconoscimento di uno stato terzo".
Tra i paesi del sud-est asiatico dove i movimenti separatisti musulmani erano attivi in almeno tre stati, l'Indonesia, con la più numerosa popolazione musulmana del mondo, ha rinviato il riconoscimento di un Kosovo indipendente, mentre le Filippine hanno dichiarato di non opporsi, ma che non avrebbero sostenuto l'indipendenza del Kosovo. Entrambi i paesi infatti affrontano pressioni da movimenti separatisti musulmani all'interno dei loro territori, in particolare rispettivamente Aceh e Mindanao meridionale. Il Vietnam ha espresso opposizione mentre Singapore ha riferito che stava ancora studiando la situazione. La Malaysia, che all'epoca era a capo dell'Organizzazione della Conferenza Islamica, riconobbe formalmente la sovranità del Kosovo tre giorni dopo la sua indipendenza.
Il primo ministro australiano Kevin Rudd ha appoggiato l'indipendenza del Kosovo la mattina del 18 febbraio, affermando che "questa sembra la giusta linea d'azione, ecco perché, diplomaticamente, estenderemo il riconoscimento alla prima opportunità." L'ex primo della Nuova Zelanda Il ministro Helen Clark ha affermato che la Nuova Zelanda non riconoscerà un Kosovo indipendente. Il 9 novembre 2009 la Nuova Zelanda ha ufficialmente accettato l'indipendenza del Kosovo.
Il presidente di Cipro del Nord (uno stato non riconosciuto dall'ONU) Mehmet Ali Talat ha salutato l'indipendenza del Kosovo e spera che lo stato sia rispettato e assistito, in ferma opposizione alla posizione della Repubblica di Cipro.

## Celebrazioni
In Kosovo la dichiarazione di indipendenza è celebrata come festa nazionale il 17 febbraio (Dita e Pavarësisë së Kosovës).